# Мехамн
Мехамн (сев.-саам. Donjevuotna, квен. Meehamina) — деревня, являющаяся административным центром коммуны Гамвик, фюльке Финнмарк, Норвегия. Деревня расположена на полуострове Ведвик, являющегося частью полуострова Нордкинн, в южной части Мехамн-фьорда, залива Баренцева моря. В 16 километрах к востоку от Мехамна расположена деревня Гамвик, в 30 километрах к юго-западу находится деревня Кьёллефьорд.

## Транспорт
Региональная дорога 888 соединяет Мехамн с европейским маршрутом E06 у основания полуострова Нордкинн, а оттуда с городом Киркенес на востоке и Альтой на западе. Мехамн является портом захода для круизных лайнеров Хуртирутен. В деревне расположен аэропорт Мехамн, из которого осуществляются регулярные рейсы в Тромсё.

## История

### Китобойный промысел
Свенд Фойн основал китобойную станцию в Мехамне, которая была введена в эксплуатацию весной 1885 года и стала крупнейшей в своем роде в фюльке Финнмарк. После смерти Фойна в 1894 году китобойной станцией стала управлять китобойная компания Фойна.

### Бунт в Мехамне
Предпосылкой для бунта послужило снижение вылова трески и мойвы. Рыбаки связали отсутствие рыбы с деятельностью местных китобоев. Недовольство усиливалось всё больше, и к маю 1903 года в гавани Мехамна собралось около 2000 разгневанных рыбаков. Постоянное население деревни насчитывало на этот момент 123 жителя.
Поводом дня начала конфликта стал отказ нового управляющего китобойной станции в помощи рыбацкой лодке, пришедшей c моря со сломанным рулем. 2 июня 1903 года толпа рыбаков собралась возле фабрики. В течение следующих двух дней оборудование было разрушено, трубы были снесены, а большие паровые котлы были потоплены. Охранник и единственный полицейский не могли ничего сделать, кроме как наблюдать за погромом. Были мобилизованы военные силы из Вардё и Харстада, но они достигли Мехамна только тогда, когда фабрика была уже полностью разрушена, и ситуация нормализовалась.
Около 11 вандалов были схвачены и получили тюремные сроки от 10 до 20 дней тюремного заключения. Осенью 1904 состоялись всеобщие выборы, и лейбористская партия, которая боролась за защиту китов, впервые прошла в парламент с четырьмя депутатами. Все они представляли три самых северных фюльке Норвегии. В декабре был принят закон, обеспечивающий сохранение китов в норвежских водах у побережья Нурланда, Тромса и Финнмарка.

### Авиакатастрофа 1982 года
11 марта 1982 года самолёт Twin Otter авиакомпании Widerøe при заходе на посадку в аэропорт Мехамн упал в море. Несмотря на противоречия относительно причины крушения, официально катастрофа произошла из-за сильной турбулентности над Мехамн-фьордом.